# Harry Bamford (Fußballspieler, 1914)
Harry Frank Ernest Bamford, MBE (* 8. April 1914 in Kingston upon Thames, Surrey; † 4. Juni 1949 in Rochdale, Lancashire) war ein englischer Fußballspieler.

## Karriere
Bamford war bereits Mitte 20, als er in den kriegsbedingten Ersatzwettbewerben erstmals im höherklassigen Fußball in Erscheinung trat. Neben sporadischen Einsätzen für den FC Brentford, bei dem er spätestens seit Mitte der 1930er als Amateur registriert war, und 1936 zum Profi aufstieg, kam er insbesondere in der Saison 1940/41 auch regelmäßig als Gastspieler beim FC Aldershot zum Einsatz. Während des Zweiten Weltkriegs diente er als Warrant Officer im Royal Army Service Corps. Dabei wurde er zwei Mal lobend in Gefechtsberichten genannt (Mentioned in Despatches) und später zum Member of the Order of the British Empire ernannt.
Nach Kriegsende gehörte Bamford weiterhin dem FC Brentford an und kam im März 1946 im FA Cup 1945/46 – der Ligabetrieb der Football League startete erst wieder mit der Saison 1946/47 – in den beiden Viertelfinalspielen gegen Charlton Athletic (3:6 und 1:3) zu seinen beiden einzigen Pflichtspieleinsätzen für den Westlondoner Klub. Wenig später half er auf Leihbasis bei Colchester United für eine Partie im London Senior Cup aus.
Im Juni 1946 wechselte Bamford an die südenglische Küste zum Drittdivisonär Brighton & Hove Albion. Obwohl eigentlich Abwehrspieler, debütierte er für Brighton auf dem rechten Flügel und wurde auch einmal als Mittelstürmer aufgeboten. Nach insgesamt acht Einsätzen wurde er über das Saisonende hinaus nicht verpflichtet und verließ den Klub im Mai 1947 wieder. Bamford kam 1949 bei einem Unfall ums Leben.